# فرانكو دي جياكومو
فرانكو دي جياكومو (بالإيطالية: Franco Di Giacomo)‏ هو مصور سينمائي إيطالي، ولد في 18 سبتمبر 1932 في أماتريتشي في إيطاليا، وتوفي في 30 أبريل 2016 في Acilia ‏ في إيطاليا.

## وصلات خارجية
- فرانكو دي جياكومو على موقع IMDb (الإنجليزية)
- فرانكو دي جياكومو على موقع ألو سيني (الفرنسية)
- فرانكو دي جياكومو على موقع أول موفي (الإنجليزية)
- فرانكو دي جياكومو على موقع قاعدة بيانات الأفلام السويدية (السويدية)
- فرانكو دي جياكومو على موقع قاعدة بيانات الفيلم (الإنجليزية)
- فرانكو دي جياكومو على موقع كينوبويسك (الروسية)